# Sanary-sur-Mer
Sanary-sur-Mer [sanaʁi syʁ mɛʁ] (provenzalisch Sant Nari de Mar) ist eine französische Gemeinde mit 17.938 Einwohnern (Stand 1. Januar 2022) an der Mittelmeerküste (Côte d’Azur) im Département Var in der Region Provence-Alpes-Côte d’Azur. Sie gehört zum Kanton Ollioules im Arrondissement Toulon.

## Geographie
Sanary ist eine Kleinstadt an der südfranzösischen Mittelmeerküste unweit Toulon im Osten und Bandol im Westen.

## Geschichte
Sanary wurde im Jahr 1035 als San Nazari gegründet. Der ursprüngliche provenzalische Name wurde 1890 in Sanary-sur-Mer geändert.

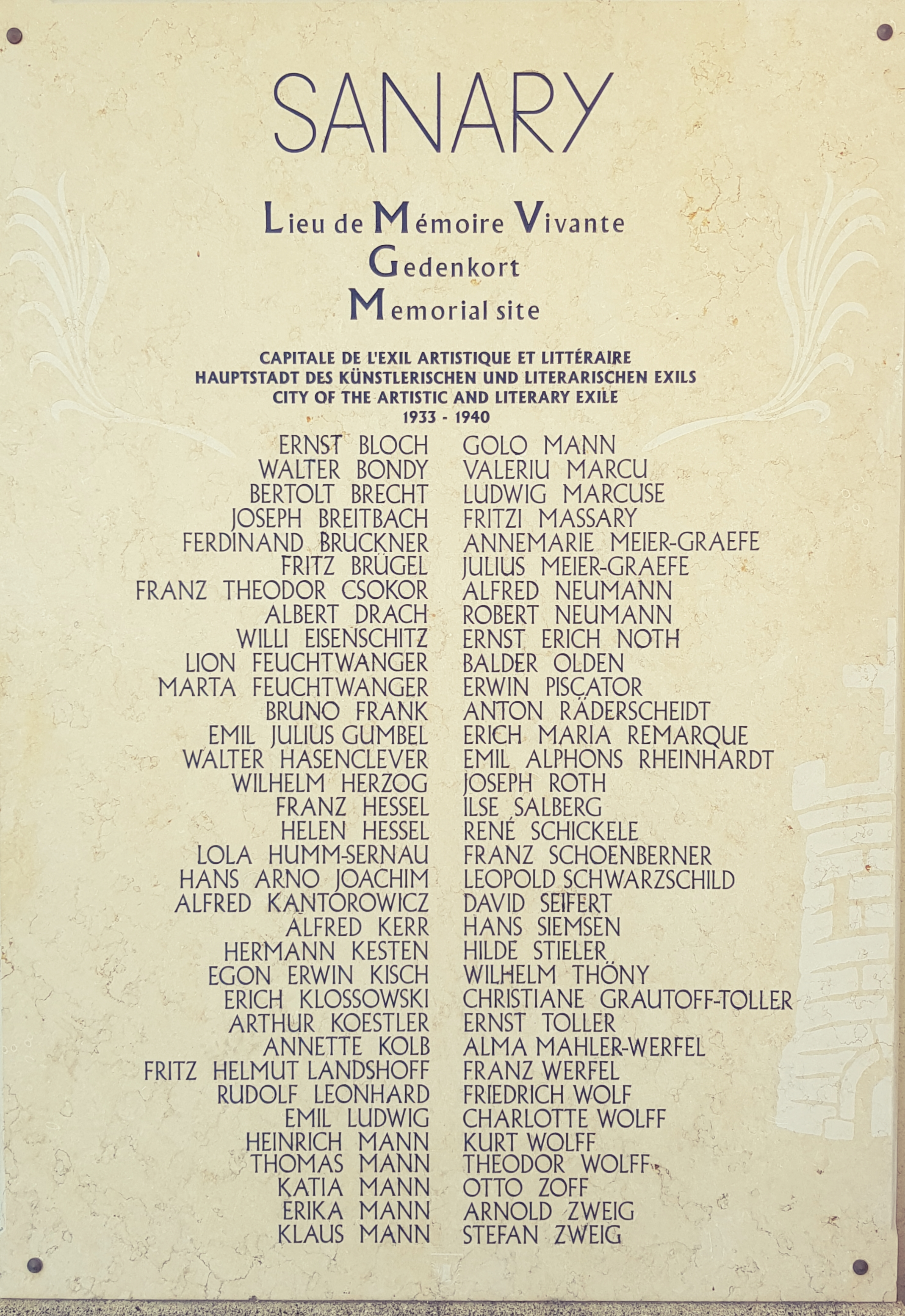
Die zuerst 1987 gestiftete Gedenktafel für die deutschen und österreichischen Flüchtlinge wurde 2011 durch diese erweiterte und korrigierte Version ersetzt.

Im 12. Jahrhundert gab es an dem heutigen Hafen einen Konvent der Abtei Saint-Victor in Marseille, der dem Heiligen Saint Nazaire gewidmet war.
Ende des 13. Jahrhunderts wurde der unter dem heutigen Namen bekannte „Tour Romane“, der als Wehrturm diente, gebaut. 1436 errichtete König René I. eine kleine Garnison, auf deren Turm es, als Zeichen des königlichen Privilegs, ein Taubenhaus gab. Heute ist der Turm in eine Gruppe von Gebäuden, dem „Hotel de la Tour“, integriert, das während der Herrschaft der Nationalsozialisten deutsche Emigranten beherbergte. Seit 1990 befindet sich in den Gebäuden das Museum Frédéric Dumas.
Schon 1907 hatte der Dichter André Salmon die Provence und die Küste zwischen Marseille und Toulon entdeckt und sich in Sanary niedergelassen. Dazu gesellte sich der mit dem Ehepaar Salmon befreundete Maler Moise Kisling. Der Maler Rudolf Levy verbrachte die Sommermonate in Sanary-sur-Mer. Er schätzte vor allem die Schlichtheit der Bewohner und die herrliche Landschaft. Nach dem Ersten Weltkrieg hatten sich viele Maler und Schriftsteller aus ganz Europa hier und in der Nähe angesiedelt, unter ihnen Aldous Huxley und Julius Meier-Graefe mit seiner Partnerin Anne-Marie Epstein, die die ersten deutschen Emigranten empfingen.

Sicht vom Hafen auf die Stadt Sanary-sur-Mer

In den Jahren nach der nationalsozialistischen Machtübernahme in Deutschland hielten sich in der kleinen Stadt am Mittelmeer viele deutsche Emigranten auf. Die Stadt gilt seither als wichtiges Exilzentrum. Zu den berühmtesten Exilanten zählten (in alphabetischer Reihenfolge) Bertolt Brecht, Ferdinand Bruckner, Franz Theodor Csokor, Albert Drach, Lion und Marta Feuchtwanger, Bruno Frank, Walter Hasenclever, Franz und Helen Hessel, Alfred Kantorowicz, Hermann Kesten, Egon Erwin Kisch, Arthur Koestler, Annette Kolb, die Brüder Golo und Klaus Mann, ihre Eltern Katja und Thomas Mann und dessen Bruder Heinrich Mann, Ludwig Marcuse, Cilette Ofaire, Erwin Piscator, Anton Räderscheidt, Joseph Roth, Ilse Salberg, Franz Werfel und Alma Mahler-Werfel, Friedrich Wolf, Arnold Zweig und Stefan Zweig.
Während des Zweiten Weltkrieges war Sanary auch Aufenthaltsort von Jacques-Yves Cousteau, neben Émile Gagnan Miterfinder des modernen Atemreglers. Er besaß dort ein Villa Baobab genanntes Haus, wo er seine Erfindung vor dem Zugriff der deutschen Besatzer schützen konnte. 1943 wurden die ersten Tauchversuche gemeinsam mit Philippe Tailliez in Bandol durchgeführt.
Später bildeten diese beiden Tauchpioniere zusammen mit Frédéric Dumas, der seit seiner Kindheit in Sanary wohnte, ein bekanntes Trio mit dem Spitznamen Les Trois Mousquemers. Dumas erfand viele Tauchgerätschaften (Unterwasserharpune, Tauchmaske, Tarierweste etc.)

## Sehenswürdigkeiten

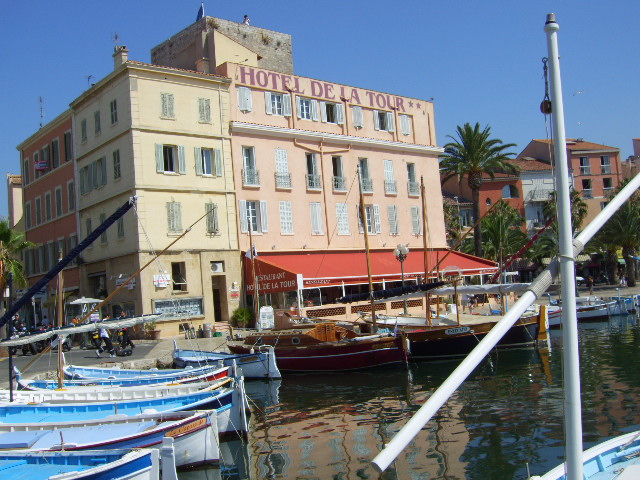
Tour romane

- Kapelle Notre-Dame-de-Pitié: von der 1560 auf einer Anhöhe im Westen der Stadt errichteten Kapelle aus hat man eine schöne Aussicht über die Bucht von Sanary mit den Hügeln von Toulon im Hintergrund und die Küste bis zu den Îles des Embiez, hinter denen sich das Cap Sicié erhebt.
- Kirche Saint Nazaire: Ein neogotischer Bau, der Ende des 19. Jahrhunderts die alte romanische Kirche aus dem 16. Jahrhundert ersetzte.
- Der „Romanische Turm“ (Tour romane) wurde im Mittelalter errichtet.
- Rundgang zu den ehemaligen Wohnsitzen von exilierten Künstlern.

## Städtepartnerschaften
Sanary pflegt Partnerschaften mit Luino in Italien, Kościerzyna in Polen, Bad Säckingen in Deutschland, Purkersdorf in Österreich und Noginsk in Russland.

## Persönlichkeiten
- Salvator Pélégry (1898–1965), Schwimmer
- Sybille Bedford (1911–2006), Journalistin und Schriftstellerin, lebte ab 1926 mehrere Jahre lang in Sanary-sur-Mer
- Ange Barde (* 1969), Unternehmer und Autorennfahrer